# ポケットモンスター ハートゴールド・ソウルシルバー
『ポケットモンスター ハートゴールド・ソウルシルバー』は、2009年9月12日に株式会社ポケモンより発売されたニンテンドーDS用ロールプレイングゲーム『ポケットモンスター ハートゴールド』と『ポケットモンスター ソウルシルバー』の総称である。この項目では『ポケットモンスター ハートゴールド』と『ポケットモンスター ソウルシルバー』を扱う。

## 概要
『ポケットモンスター ハートゴールド』と『ポケットモンスター ソウルシルバー』は、ポケットモンスターの2作目であるゲームボーイ・ゲームボーイカラー共通ソフト『ポケットモンスター 金・銀』および追加要素が含まれたゲームボーイカラー専用ソフト『クリスタルバージョン』のリメイク作品であり、『金・銀』と同じく、最初のポケモンはチコリータ、ヒノアラシ、ワニノコの3匹の中から選び、ジョウト地方および『赤・緑・ ファイアレッド・リーフグリーン』より3年後のカントー地方を舞台に冒険を進める。
パッケージを飾るポケモンも『金・銀』と同様に『ハートゴールド』がホウオウ、『ソウルシルバー』がルギアであり、ロゴの「金」「銀」の部分もホウオウとルギアが模られている。また、ホウオウとルギアは『ルビー・サファイア』以降のバージョンでは幻のポケモンの扱いであったが、本作で入手できるようになったので伝説のポケモンに戻された。
『ハートゴールド』と『ソウルシルバー』の違いは、元となった『金』と『銀』の違いに準じているが、『クリスタルバージョン』の追加要素を含めた若干のアレンジが加えられている。
同作以降のシリーズで使用された要素やシステムの導入・改良など様々な新要素が大量に追加され、なかでもタッチスクリーンを使った要素が充実している。これまではGBA版とのダブルスロット機能を踏まないと入手できなかった多くのポケモンが殿堂入り後で全国図鑑にバージョンアップした後に出現するようになった。
日本国内においては『ファイアレッド・リーフグリーン』の売上を上回り、リメイク作品としては歴代最高のセールスを記録。『ダイヤモンド・パール』の時よりも購入者に高校生や19 - 24歳の青年層、そして女性が多いという特徴があり、かつて原作版の『金・銀』やそれ以前の『赤・緑』にポケモンを遊んだ世代が多く購入したのではないかと分析されている。

## ストーリー
- 主人公は男の子と女の子から選択可能。女の子主人公に関しては、『クリスタル』初登場の女の子主人公ではなく、新規のデザインで追加された。選ばなかった方は主人公のサポート役となるため、サポート役のキャラクターの概念がなかった『金・銀』とは少々異なったイベント等がある。
- 一部の台詞・設定が変更されている[注釈 1]。
- 『クリスタル』固有のスイクン関連のイベントが収録されているが、『クリスタル』よりもスイクンとの戦闘までには手間がかかるため難易度が上がっている。
- 『金・銀』ではホウオウ、ルギアと戦わなくてもシナリオを進める事はできたが、HGではホウオウ、SSではルギアと戦うのがシナリオ上の必須イベントとなっている。序盤からこのイベントの伏線として、行く先々でまいこはんたちに出会うイベントが追加されている。また、設定が変更されて珍しくなくなった「ポケモンの卵」もこの伏線に関わるものに変更された。
- 固有の名称がなかったロケット団幹部が4人の固有キャラクターになった[注釈 2]。
- シンオウ地方ジムリーダーのスモモとマキシや、ホウエン地方チャンピオンダイゴ、シンオウ地方チャンピオンシロナ（劇場で配られたアルセウスのイベントで登場）など、過去シリーズに登場したキャラクターがゲストとして登場する。
- 『金・銀』のみに登場したトレーナーや新トレーナーを追加。一部のトレーナー（例：つりびとなど）や新トレーナー（例：ギャンブラーなど）のグラフィックは『ダイヤモンド・パール・プラチナ』からの流用で、新トレーナーは主にバトルフロンティアで登場する。
  - バトルフロンティア内のフィールドに登場するグラフィックも『ダイヤモンド・パール・プラチナ』からの流用である。
- 『金・銀』では存在しなかったダブルバトルの概念が存在するため、戦いの場所や同時襲撃によってはダブルバトルとなる所がある。
- 『金・銀』よりさらにトレーナーが大幅に追加され、特にカントーのトレーナーはジムトレーナー、ジムリーダー含め『ルビー・サファイア』や『ダイヤモンド・パール』で初めて登場したポケモンも使用してくる。電話登録できるトレーナーの人数に制限がなくなった。

## ゲームシステム
- 先頭にいる手持ちポケモンは種類を問わず『ポケットモンスター ピカチュウ』のピカチュウのように、モンスターボールから出してプレイヤーの後ろに連れ歩くことができる。色違いやフォルムチェンジにも対応している。シナリオ上はウツギ博士がポケモンの連れ歩きを研究しており、これに協力する形となっている。
  - ただし場所やポケモンの大きさによっては連れ歩けず、モンスターボールに戻さなければならない場合もある。
  - 先頭がひんし、たまごの場合は2番目以降が繰り上げで出てくる。
  - 話しかけることでそのポケモンの状態が判ったり、拾っていたアイテム（アクセサリー）を受け取ることもできる。
- べんりボタンに登録できるどうぐが2つに増加。1つは従来通りのボタンとタッチスクリーン、もう1つはタッチスクリーンで実行できる。
- ポケギアも標準搭載。電話・ラジオ・マップ・時計などの役割を果たす。
  - マップには『ダイヤモンド・パール・プラチナ』のポケッチに搭載されていたものと同じメモ機能[注釈 3]やマーキングマップをつけることも可能。
  - 電話の登録は『金・銀』で手動だったのが対戦終了後に自動的に登録の選択に入るようになったり、新たにオーキド博士も登録可能になって電話すればいつでもポケモン図鑑の評価ができるようになった。ただし、電話に出るときは重要なイベントを除いてメニューからポケギアを選択しないと電話に出ることができなくなって手動になった（重要なイベントの場合は従来通り、自動で通話画面になる）。
  - 『金・銀』では登録がなかったキャラクターが追加され、10件までしか登録できない制限はなくなり、登録できる件数は無制限になった。代わりに一度登録すると削除できなくなった。
  - 条件を満たすとジョウトとカントーのジムリーダーも登録可能になり、指定された曜日と時間に電話をかければヤマブキシティにある「かくとうどうじょう」で何度でも再戦可能になった。
  - デザイン変更機能が追加され、6種類のデザインを選ぶことができるようになった。
  - 『金・銀』では洞窟やポケモンジムの中は圏外になっていて電話することは不可能になっていたが、本作ではポケギアが最新型になっているため洞窟の中でも電話は可能になっている。ただし、ごく一部圏外になってしまう場所にいる場合はかけることができない。
- きのみのなる木は全てぼんぐりのなる木に統一された。『ルビー・サファイア』以降のシリーズで登場したきのみには新たな入手方法が設定されている。
- 『金・銀』では「そらをとぶ」で移動できる町が現在いる地方のみだったが、セキエイ高原と26番道路の2か所からだけは両方の地方の町へ移動できるようになった。
  - 逆にこの2か所へ「そらをとぶ」でやってくる際も、カントー・ジョウトどちらからでも移動できるようになった。
- わざマシン、ひでんマシンは『ダイヤモンド・パール・プラチナ』に準拠した内容に変更され、ひでんマシンは『金・銀』にあった7つに加え、新たに「ロッククライム」のひでんマシンが追加され、全部で8つが登場するとともに、「フラッシュ」がわざマシンに、「いわくだき」はひでんマシンに変更されている。
- ジムバッジの効果が一部改定された。自分のポケモンの能力が上昇する効果が削除されたほか、他人のポケモンが指示を聞くレベルも変更されている。
- 月曜日夜のおつきみ山の広場でのつきのいしの入手条件が変更された。
- 『金・銀』ではトキワシティにあるトレーナーハウスで賞金や経験値を入手できたが、本作ではこれらに代わってバトルポイント(BP)が入手できるように変更された。
- 虫取り大会で優勝景品が前作はたいようのいしのみであったが、本作では全国図鑑入手後に特定のポケモンを進化させる石のうち何かがもらえるようになった。
- 『金・銀・クリスタル』のみだったガンテツお手製の7種類のぼんぐりから作るボールが復活。『クリスタル』と同様に同じ種類のぼんぐりなら1度に何個でも預けられる。これにより、ポケモンシリーズに登場するモンスターボールが全種類登場するようになった。
  - 本作から復活した7種類のボールやコンペボールは『ダイヤモンド・パール・プラチナ』や『バトルレボリューション』との通信の際にはモンスターボールに変更して表示される。また、7種類のボールはポケモンに持たせられないようになっている。
  - スピードボールの効果は「すぐに逃げるポケモンほど捕まえやすい」から「素早さが高いほど捕まえやすくなる」に変更されている。
  - 金・銀では、「ムーンボール」と「ラブラブボール」の性能がバグによって、実際の説明と性能が異なっていたが、本作ではバグが修正され、本来の性能になっている。
- カントーのジムバッジを全て集めた後にポケモンリーグに挑戦すると、四天王およびチャンピオンのポケモンが強化・変更されている。
- 高速船アクア号内のトレーナーとは再戦ができなくなった。
- 各曜日に特定の場所に行くと道具をくれる曜日兄弟からもらえるアイテムが増加。
- 主人公の部屋を模様替えすることができなくなった。

### マップ
- グラフィックの向上により、ジョウト・カントーともに多くの建造物のデザインを変更。各都市ごとに民家のデザインに変化が付けられたほか、ジム内部の仕掛けが一新されている。キキョウシティとエンジュシティではポケモンセンターとフレンドリィショップの看板や屋根の色が、現実の京都市のコンビニなどのように地味な色になっている。
- 『金・銀』では閉園されていた「サファリゾーン」がタンバシティの西側に登場。自由にゾーンを作成できる機能が追加され、作成したゾーンによって出現するポケモンが変化するようになった。DSワイヤレス通信で通信相手が作成したサファリゾーンへ行くこともできる。
  - タンバシティとサファリゾーンの間に新たな道路とダンジョンを追加。またセキチクシティには閉鎖されたサファリゾーンの跡地に位置する場所にパルパークが登場する。
- チャンピオンロードを抜けてセキエイ高原のポケモンリーグ本部に入るまでの短い道路が前作では「23番道路」となっていたが、今作ではこの道路も「セキエイこうげん」と扱われるようになり23番道路が欠番となった。
- 『金・銀』でのカントー地方ではゲーム容量の都合で省略された場所や閉鎖された場所があったが、今作ではその一部が入れるようになった[注釈 4]。
- ひでんわざの「ロッククライム」が追加されたことに伴い、新たにロッククライム専用ルートが所々に追加された。
- 2009年の映画『アルセウス 超克の時空へ』で配布されたアルセウスをアルフのいせきに連れていくと、新たなマップ「シントいせき」へ行ける。
- 『ファイアレッド・リーフグリーン』で追加された新マップ「ナナシマ」には行けず、登場人物の発言中にすらも登場しない。

### 登場ポケモン
- 『金・銀』のジョウト図鑑のナンバーが5つ増加して256番までになった。これは『ダイヤモンド・パール』で新たに追加された「特定のわざを覚えた状態でレベルアップすると進化するポケモン」のもので、追加されたポケモンはエテボース、ベロベルト、モジャンボ、メガヤンマ、マンムーの5匹。
- 『金・銀』の時代に存在していなかった第3世代・第4世代のポケモン（『ルビー・サファイア』や『ダイヤモンド・パール』で初めて登場し、図鑑ナンバーが252番以降に該当する種）の一部が全国図鑑入手後に野生のポケモンや対戦相手のトレーナーの使用ポケモンとして出現。
- 条件を満たすことで、『ハートゴールド』にはカイオーガ、『ソウルシルバー』にはグラードンが出現。そしてこの2匹のうち、出現しない方のポケモンをもう一方のバージョンに連れて行くと[注釈 5]、レックウザが出現するようになる。
- 条件を満たすことで、『ルビー・サファイア・エメラルド』に登場したダイゴが現れ、『ハートゴールド』ではラティアス、『ソウルシルバー』ではラティオスがカントー地方を飛び回るようになる。また2009年11月27日 - 2010年1月11日までの期間限定で配布された「なぞのすいしょう」があればイベントが発生して、『ハートゴールド』ではラティオス、『ソウルシルバー』ではラティアスが出現しそれぞれもう一方のポケモンも捕まえられるようになる。イベント中で2匹の専用アイテム「こころのしずく」も入手できる。
- 条件を満たすことで初めて行けるようになる、ハナダの洞窟[注釈 6]に『赤・緑・青・ピカチュウ』に出現したミュウツーが出現。
- 条件を満たすことで、『赤・緑・青・ピカチュウ』と『プラチナ』に出現したサンダー、ファイヤー、フリーザーの3匹が出現。（フリーザーだけは出現場所に行くだけで出現する）。
- 条件を満たすことで、オーキド博士から『赤・緑・青』の「最初にもらえるポケモン」であるフシギダネ・ヒトカゲ・ゼニガメのうちいずれか1匹、ダイゴから『ルビー・サファイア・エメラルド』の「最初にもらえるポケモン」であるキモリ・アチャモ・ミズゴロウのうちいずれか1匹を手に入れられる。
- 前述の「シントいせき」でディアルガ、パルキア、ギラティナのうちいずれか1匹を手に入れられる。3匹はいずれも専用アイテムを最初から持っており、ギラティナ専用のはっきんだまはこの方法でしか入手できない。
- 『アルセウス 超克の時空へ』の前売り券で受け取れたピチュー（ピカチュウカラーの色違いのピチュー。進化後も可）を連れてくると、ギザみみピチューが仲間になる。このピチューはGTSなどの通信交換ができない、進化しないなど特殊なポケモンである。ただし、通信対戦ではそのまま使用できる。
- 『金・銀』発売10周年を記念し、2009年11月11日 - 11月23日までの期間限定で幻のポケモンのミュウ（レベル5）がWi-Fiコネクションで先行配信された。
  - また、先行配信で受け取ることができなくても2010年1月29日 - 2月14日にも受け取ることができ、この期間中は『ダイヤモンド・パール・プラチナ』でも受け取ることができる。ただし先行配信ですでに受け取っている場合2回目の配信で2匹目を受け取ることはできない。
- ロトム、シェイミ、デオキシスのフォルムチェンジにも、特定の場所やアイテムで対応している。

### 新要素
- 本作の最大の新要素としてポケウォーカーを追加。詳しくは後述。
- ミニゲームとして新競技「ポケスロン」がしぜんこうえんに登場。ダッシュハードルやリングアウトファイトなど全部で10種類の競技が登場する。詳しくは後述。
- 通信対戦の新ルールとして「フラットバトル」を追加。これは、バトルフロンティアやWi-Fi通信のみだった「レベル50以上超えているポケモンを一時的にレベル50に下げられる」という要素を元にしたルールで、通信対戦でもレベル50フラットで対戦できるようになった。これにより、進化レベルや卵が作れないなどの理由によりレベル規制のあるカップで使用できなかったポケモンたちが使えるようになった。このルールは本作同士の対戦のみで、『ダイヤモンド・パール・プラチナ』との対戦ではできない。
- 通信対戦のフラットバトルのみのカップとして「GSカップ」を追加。このカップは通常のダブルカップのルールに加えて、伝説のポケモン[注釈 7]の中から2匹まで参加させることができるルールを追加したカップである。このルールは2010年の公式大会で使われる。
- 新しい道具として、きのみを育てるための土を持ち運べる「きのみプランター」が追加。入手したきのみがあればいつでもどこでも水をあげたり様子を見ることができるようになった。その代わり、4つまでしか埋めることができない。
- ぼんぐりはモンスターボールだけでなく、ポケスロンの競技での能力を強化するためのボンドリンクの材料にもなった。ただし、出来上がったボンドリンクによっては能力が低下したり変化しないことがある。ボンドリンクはショップでの購入も可能。
- ハード性能の向上に伴い、グラフィックやBGMの質が大幅に向上。新たなBGMの追加や、カントー地方のBGMが『赤・緑・青・ピカチュウ』『ファイアレッド・リーフグリーン』のBGMにより近づくようにアレンジされているほか、フィールド内の湖の音や移動中の足音などの細かい環境音が流れるようになるなどの変更がある。
  - 条件を満たすことでゲームボーイ版の『金・銀・クリスタル』の音源を再現したBGMに切り替えられるようになる。本作から新たに追加されたBGMの一部もゲームボーイの音源にアレンジされたBGMに変わる。ただし波形メモリ音源は再現されていないほか、一部のBGMや効果音は再現されない。また、変更されない楽曲を決まった曜日にラジオ番組でランダムに聴くことができる[注釈 8]。
- ジョウト図鑑およびぜんこく図鑑完成時に受け取れる表彰状は、1度しか見ることができなくなった。

### 継承・変更点
- 基本システムは『ダイヤモンド・パール・プラチナ』に準拠し、『金・銀』になかった「とくせい」やダブルバトルや攻撃技の物理攻撃・特殊攻撃の分別化やポケモンのアクションや『プラチナ』から追加された細かい要素などが追加されている。
- 『ダイヤモンド・パール・プラチナ』にあったポケモン図鑑の性別による姿の違いの機能と、GTSやWi-Fi通信の交換で入手した海外版のポケモンの図鑑の外国語の説明文の機能が最初から標準搭載されており、ストーリーの進行上でバージョンアップすることはなくなった。
- 設定で戦闘アニメをOFFにすると『エメラルド』と同じようにポケモン登場時のモーションがカットできるようになり、『プラチナ』より戦闘のテンポがさらに向上した。
- 『ダイヤモンド・パール・プラチナ』にあったパルパーク、『プラチナ』にあったWi-Fiひろばとバトルフロンティアが本作にも登場。バトルフロンティアでは新たに、BPを消費して技を教えてくれる「わざおしえおやじーズ」の施設を追加。
- ニンテンドーWi-Fiコネクションによる通信が可能。遠くに離れたプレイヤーとの対戦や交換や、GTS（グローバル・トレード・ステーション）、Wi-Fiひろば、バトルフロンティアの利用ができる。また、通常では出現しないポケウォーカーの特別なコースが配信された（現在は終了）。
- 『ダイヤモンド・パール・プラチナ』との交換や対戦も可能。前リメイク作である『ファイアレッド・リーフグリーン』では条件を満たさないと『ルビー・サファイア・エメラルド』との相互通信ができなかったが、本作では最初から相互通信ができるようになっている。ぜんこくずかん入手前にジョウトずかん非掲載ポケモンを入手すると、「つよさをみる」画面で見られるずかんナンバーが???と表示される(「のろい」およびタマゴのタイプのグラフィックではない)。また、次回作の『ブラック・ホワイト』との互換性による通信が可能（ただし、1度連れてきたポケモンは2度と戻すことはできない）。
- 『ルビー・サファイア』以降に登場するランニングシューズが登場。本作のみオートダッシュ機能があり、下画面にあるランニングシューズのマークを起動させておけば、Bボタンを押さなくても常にダッシュの状態にできるようになった。
- 第1世代・第2世代のポケモン（それぞれ、『赤・緑』『金・銀』で登場し、No.001-151・No.152-251の図鑑番号が付与されている種）のグラフィックは『ダイヤモンド・パール・プラチナ』より一新。同時に、第2世代にあたるポケモンの公式イラストも全て新タッチのものに更新された。第1・第2世代のポケモンの図鑑データはリメイク前の『金・銀』と変わらない。
  - ナンバー252番以降のポケモンのグラフィックは『プラチナ』からの流用である。
- メニュー画面は下画面に表示されるようになり、新たにタッチスクリーンの操作にも対応。これにより十字ボタンとタッチスクリーンだけでほとんどの操作ができるようになった（従来のボタン操作でも可能。ただしスタートボタンでのメニュー起動ができなくなりXボタンのみとなった）。
- ダブルスロット[注釈 9]や『ポケモンバトルレボリューション』には対応[注釈 10]しているが、『みんなのポケモン牧場』（プラチナ対応版含む）には非対応。また『ダイヤモンド・パール・プラチナ』にあった「ふしぎなおくりもの」は最初から選べるようになっている。

### 注意点
- 『ダイヤモンド・パール・プラチナ』にあったポケモンコンテストと化石掘りの要素は本作には入っていない。ポフィン作りの要素もないが、コガネシティの美容室での散髪とマサラタウンでの毛づくろいに「うつくしさのコンディション」を高める効果が追加されたので、ヒンバスをミロカロスに進化させることは可能。
- 『ダイヤモンド・パール・プラチナ』にあった「特定の場所にいる状態でレベルアップすると進化する」ポケモンは、それらの場所が存在しないため、進化させられない。
- 『プラチナ』から追加されたギラティナ専用アイテムの「はっきんだま」はギラティナに持たせていても通信交換の際に強制的にバッグにしまわれるため、『ハートゴールド・ソウルシルバー』に持ちこめない。
- 『ファイアレッド・リーフグリーン』『ダイヤモンド・パール・プラチナ』にあった何度でもトレーナーと対戦できる「バトルサーチャー」は本作には登場しない。代わりにポケギアの電話機能が存在するが、曜日と時間帯ごとに再戦できるトレーナーが限られており、トレーナーのほぼ全員は1回戦うたびにレベルアップしていき、3回目以降からは最高レベルになる。
- 仕様変更のため、GBシリーズ（『赤・緑・青・ピカチュウ』、『金・銀・クリスタル』）やNINTENDO 64（ポケモンスタジアムシリーズ）との通信はできない。ゲームキューブソフト『ポケモンボックス』・『ポケモンコロシアム』・『ポケモンXD 闇の旋風ダーク・ルギア』で入手できるポケモンには対応しているが、通信にはGBAシリーズを経由しなければならない。
  - 『金・銀・クリスタル』に存在していた「タイムカプセル」に相当する『赤・緑・青・ピカチュウ』との相互通信の機能は存在せず、パルパークのみとなっている。
- 今までイベントなどでしか入手できなかったため「ぜんこくずかん」完成には必要なかったホウオウとルギアは、本作では通常プレイで入手できるようになったので、必須で登録しなければならない。
- 『ポケモンバトルレボリューション』でミステリオの手持ちは『ダイヤモンド』をストレージした場合の手持ちになる。

## ポケスロン
本作から新たに登場した様々なスポーツを競い合うポケスロンというアクション要素満載の施設。これはバトル以外でポケモンの能力を競い合うスポーツの祭典である。操作は全てタッチスクリーンで行う。
コガネジムでバッジを入手することで、遊べるようになる。
なおポケスロン出場の際、主人公はジャージに着替える。
1人プレイでは一般トレーナーが集まった「ノーマル」と「ゆうじょう」の部屋が入れるようになると強豪が集まった「オールスターカップ」の2種類遊べ、DSワイヤレス通信で最大4人まで対戦できる「マルチプレイ」が遊べる。
手持ち、ボックスのポケモンから3匹を選び、「スピード」「パワー」「テクニック」「スタミナ」「ジャンプ」の5部門から1つを選んで挑戦することができる。部門ごとに3つの競技が用意されている。優勝するとその部門に合わせたメダルが獲得できる。また、マルチプレイでは2種類の部門で4つの競技をプレイして、優勝すればその部門に合わせたメダルを2つ獲得できる。
各ポケモンには前述した「スピード」から「ジャンプ」までの5つの能力が「HP」などとは別に設定されており、それぞれ1 - 5までの星の数で表される。通常星の色は黄色だが、オレンジ色の場合は星の数は同じでもその能力の部門が通常より得意、黒なら苦手となっている。これらの能力は様々な条件で変化するが、ポケモン毎に上限は決まっている。
大会終了後で獲得した得点はスロンポイントに変換され、1点につき1ポイント変換される。さらに、優勝すればボーナスとしてポイントがもらえる。また、マルチプレイだけプレイできる「マスタークラス」で優勝すれば、獲得した得点が2倍にして変換される。獲得したスロンポイントはスロンショップで様々なアイテムと交換でき、データカードショップでカードを購入すれば受付にあるモニターで様々なデータを見ることができる。なお、ショップで交換できるアイテムは一部を除いて曜日によって異なり、交換できる数に限られているアイテムがある。
ポケスロンをプレイしていくと地下に様々な戦績を見ることができる部屋があり、最初は各コースの最高ポイントなどを見ることができる「きょうりょく」しか入れないが、全コースを優勝するとこれまで出場した全ポケモンで獲得したメダルなどを見ることができる「しんらい」と、1匹で全コースのメダルを入手したメダリストポケモンが1匹以上いると全競技の最高記録などを見ることができる「かのうせい」と、全競技を記録を塗り替えて1位に入るとこれまでの行動で獲得したトロフィーやポイントなどを見ることができる「ゆうじょう」の4つの部屋に入ることができる。

### 競技内容
ダッシュハードル
「スピード」「ジャンプ」部門で登場。
3匹のポケモンを同時に操作し、ハードル競走を行う競技。自動で走るポケモンをタッチし、ハードルを飛び越えさせ、ゴールを目指す。タイミングよくハードル直前でジャンプさせると加速してスピードが上昇し、3回加速すると最高速度になるというメリットがあるが、1度でもぶつかると加速効果はなくなる。「スピード」が高いほど速く走りやすく、「ジャンプ」が高いほどジャンプ時の滞空時間が長い。ディグダとダグトリオだけはジャンプが出来ないので、地中に潜りながらハードルを回避する。そのためにハードル直前での加速は出来ない。
スティールフラッグ
「スピード」「テクニック」部門で登場。
障害物をよけながら、旗を集める競技。ポケスロン最高難易度を誇り、運に左右されやすい。ポケモンをタッチペンでなぞり、旗を集め、スタート地点へ持ち帰る。旗を持っている相手のポケモンに後ろから体当たりすると、身動きを取れなくしたり相手の旗を奪うことができる。ただし、1度に旗を持つことができるのは9個までである。「スピード」が高いほど速く走りやすく、「テクニック」が高いほど正確に移動しやすい。
チェンジリレー
「スピード」「スタミナ」部門で登場。
タッチスクリーンを何度もはじくようにこすってダッシュしながら、障害物をよけつつ、ポケモンを交代させながらトラックを走る競技。疲れている状態で相手にぶつかると交代できず身動きが取れない。障害物は2種類あり、ゴツゴツした石の上に入ると走ることができず、メタグロスの形をした大きな岩に当たると跳ね返される。またメタングの形をした岩もある。「スピード」が高いほど速く走りやすく、「スタミナ」が高いほど長く走りやすい。
ブレイクブロック
「パワー」「スタミナ」部門で登場。
10枚ごとに置かれるブロックを割っていく競技。タッチスクリーンを連打でブロックを割っていく。ブロックにはひびが入っており、ひびをピンポイントで割り続けるとポケモンがパワーアップし、ブロックを簡単に割ることができるようになる。ただし、長く割っていくと疲れていき、疲れている状態で割り続けると交代できず身動きが取れなくなってしまう。交代する時は次の10枚のブロックが来ている間にすればよい。「パワー」が高いほど速く割りやすく、「スタミナ」が高いほど長く続けやすい。
プッシュサークル
「パワー」部門で登場。
タッチスクリーンでポケモンをなぞり移動させ、一定時間までに数字の書かれた輪に入る競技。輪が小さいほど得点が高い。場外に落とされた場合は次のラウンドまで復帰できない。「パワー」が高いほど吹っ飛びやすく、「テクニック」が高いほど正確に移動しやすい。
スマッシュゴール
「パワー」「テクニック」部門で登場。
タッチでなぞってポケモンを操作して、素早くスライドするとシュートして自分以外の3つのゴールにボールを入れていく、サッカーのような競技。シュートしなくても、ボールを運んでいくだけでも良い。相手のゴールに入れると自分の得点が+1、相手の得点が-1される。金色のボールは+2、-1。「パワー」が高いほどシュートする勢いが強く、「テクニック」が高いほど正確に移動やシュートがしやすい。
シューティングスノー
「テクニック」部門で登場。
タッチスクリーンをスライドで雪玉を投げて、相手に雪玉をぶつける競技。ポケモンをタッチすると雪玉を大きくすることができ、大きくした雪玉を相手にぶつけると一定時間スキだらけになって、当て放題になる。「パワー」が高いほど素早く投げやすく、「テクニック」が高いほど正確に投げやすい。
リングアウトファイト
「スタミナ」部門で登場。
タッチスクリーンをなぞると移動でスライドすると体当たりでタッチするとボディプレスをして、相手をリングの外へ押し出す競技。ジャンプすることもできる。（ダグトリオ、ディグダは穴を掘る攻撃）交代は自分の陣地にいるときのみ可能で、疲れていると吹っ飛びやすくなってしまうので交代する必要がある。なお、自滅するとポイントが減ってしまう。「パワー」が高いほど押し返りやすく、「スタミナ」が高いほど飛びにくく長くいやすい。
バウンドフィールド
「ジャンプ」部門で登場。
タッチスクリーンでジャンプ台を引っ張って離してポケモンをジャンプさせ、ランプにタッチする競技。1度にタッチするランプが多いほど点数が高い。「ジャンプ」が高いほど高く飛びやすく、「テクニック」が高いほど正確に飛びやすい。
キャッチソーサー
「ジャンプ」部門で登場。
タッチスクリーンをなぞると移動でタッチするとジャンプして、前方から飛んでくるフリスビーをジャンプしてキャッチする競技。場外へ落ちてしまうとしばらくの間復帰できない。後ろの方でキャッチするほど得点が多い。「ジャンプ」が高いほど浮遊時間が長く、「パワー」が高いほど相手に吹っ飛びやすい。

## 開発
本作の開発は『ダイヤモンド・パール』の発売前後から既に進められており、実に3年以上の長期間にわたって開発が続けられてきた。
本作のディレクターを務めたもりもとは、ゲームフリークのスタッフブログの中で、本作は単なるリメイクではなく、新作と同程度のボリュームで新たな遊びを取り入れたと語っている。
本作では、シリーズとして初めて環境音にポケモンの鳴き声以外の音も追加されたものの、どのポイントでどの音を鳴らすかという情報を人間の手で配置していたためコストが高騰してしまったとゲームフリークの一之瀬剛は「CEDEC2023」のセッションの中で振り返っている

## ポケウォーカー

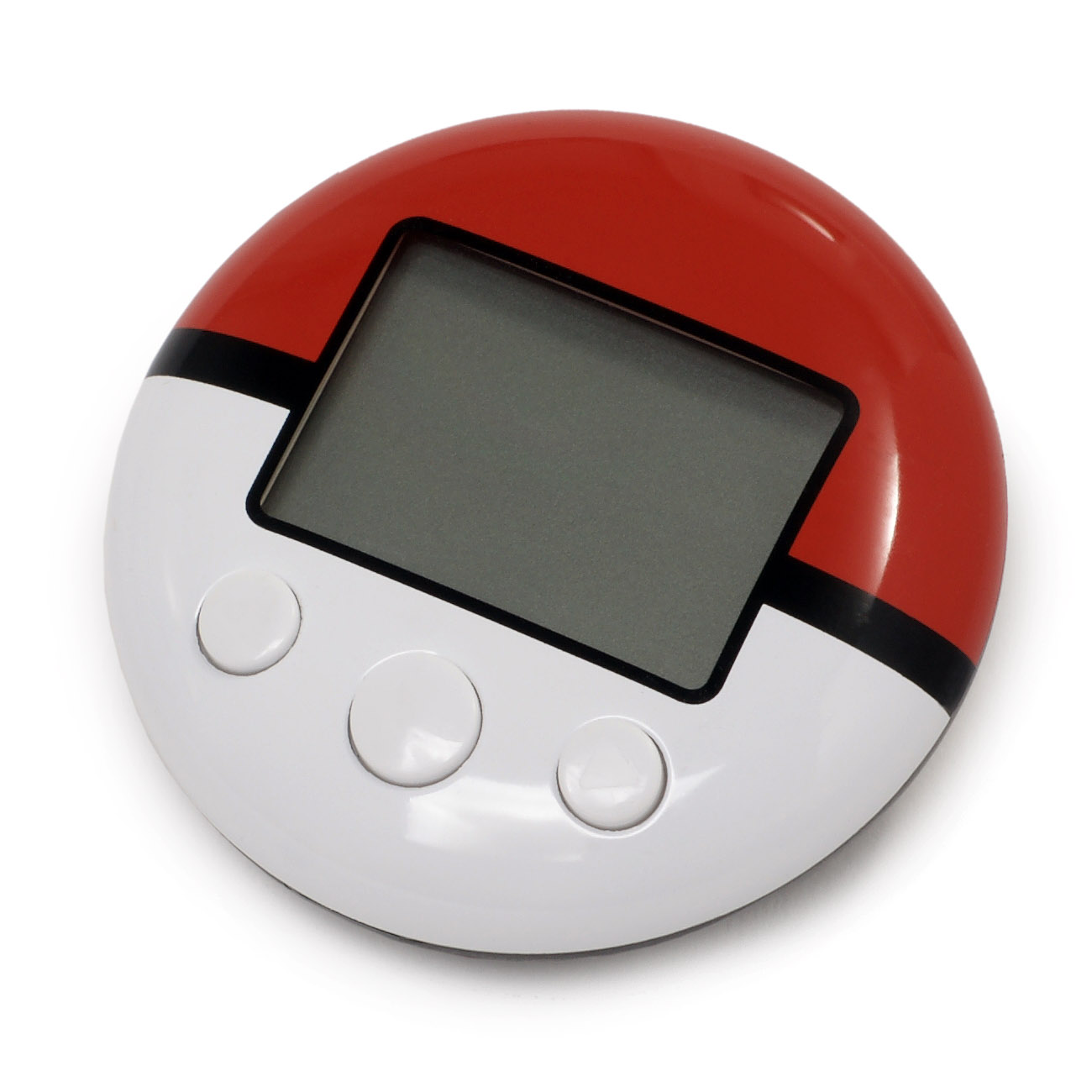
ポケウォーカー

本作には「ポケウォーカー」という歩数計が1個同梱されている。このポケウォーカーはソフト同梱版のみで、現在単品での販売予定はない。
他の任天堂の機器と同様、子供が扱う物として考案されているので非常に頑丈に出来ていて、乱暴に扱いコンクリートやアスファルトに叩き落としてもダメージを外部のみに留め内部基板が損傷しにくくなっている。
外観はモンスターボールを模したデザインとなっている。
DS側でのポケウォーカーメニューのBGMは、『ピカチュウ』『金・銀・クリスタル』のポケットプリンタ接続時に使用された曲のアレンジとなっている。

### ポケウォーカーの仕様
- 型番：NTR-032
- 画面：反射型白黒液晶ディスプレイ
- 入力：3ボタン（左/決定/右）
- 通信機能：赤外線
- 電源：ボタン電池（CR2032）
- サイズ：直径48mm、厚さ13.9mm
- 重量：約21g（電池含む）
- 歩数計機能付き
- フック付き電池カバー同梱

### ポケモンとのお出かけ
パソコンに預けているポケモンが1匹以上いる状態でタイトル画面のメニューにある「ポケウォーカーとせつぞく」を選ぶと実行可能で、パソコンに預けているポケモン（手持ちのポケモンは預けることができない）の中から1匹預けることができる。
初回の通信でプレイヤーのIDナンバーなどのデータが送信される。そのDSカードと通信できるのは初回通信したポケウォーカーのみで、1度通信したら別のポケウォーカーを用意してもポケモンをやりとりすることができない。
預けたポケモンと一緒に（現実世界で）お出かけをし、そのポケモンを通信で戻すとなつき度が上がったりレベルが1つ上がることもある。なお、レベルアップしても進化したり新しい技を覚えることはない。
戻すときにはお出かけの様子を絵日記として見ることができる。この絵日記には歩数やポケウォーカーでのプレイ内容などが反映されている。
初回通信してポケモンを預けないとポケウォーカーは遊べないが、一度通信すればポケモンがいなくても歩数を計ったりWを貯めることができる。また、ポケモンを連れずに持ち歩いているとそのお出かけコースで出現するポケモンが主人公に付いてきて仲間になることもあり、付いてきて仲間になったポケモンを通信で戻すことでそのまま入手できる。
なおポケモンのグラフィックは本作のものではなく、基本的に『ダイヤモンド・パール』のグラフィックの流用である。
ポケウォーカーの紛失・破損時には預けたポケモンを通信する前の状態で強制的に帰らせることもできるが、貯めたWや入手したポケモン・アイテムは送られない。また、この操作をするとポケウォーカーのIDが消去され、見つかっても通信することができないので初期化を行う必要がある。なお、入手したお出かけするコースは消えない。ただし、本編のセーブデータであるレポートを初期化したり上書きすると、ポケウォーカーのデータも最初の状態まで初期化されて、今まで入手したコース（配信限定コースも含まれる）と合計歩数と合計ワットのデータも消えてしまうので注意。

### ワット
『ポケットピカチュウカラー』同様に歩いて「W（ワット）」を貯めることができる。Wは20歩につき1Wずつ増えていくほか、たまにポケモンが拾ってくることもある。
貯めたWは後述のミニゲームをプレイするのに使用するほか、DSカードに送ることで新しいお出かけコースを発見することもできる。一定のWを貯めていくことで新しいお出かけコースが増えていく仕組みである。新しいお出かけコースが増えていくほど必要なWが増えていく。なお、一度送られたWはポケウォーカーからなくなって0の状態に戻り、振り分けることはできない。また出現するお出かけコースは殿堂入り前に行くことができるコースは限られているが、殿堂入り後にカントー地方へ着けば出現するお出かけコースが増える。
お出かけコースは特殊な方法で追加することがあり、一例として『ダイヤモンド・パール・プラチナ』向けにニンテンドーゾーン開始記念で期間限定に配布されたジラーチを連れてくると通常プレイでは出現しない「よぞらのはて」のコースが出現するほか、GTSで海外版のポケモンを入手すると出現する「うみのむこう」のコースや、全店のポケモンセンターでのみ期間限定で「おかいもの」、「イベント」コースが配信されたり、Wi-Fiコネクションでも特別なコースが「ふしぎなおくりもの」で「きいろのもり」、「チャンプのみち」など定期的に配信されることがある他、フェスタやイベントなどに参加することでも手に入れることがある。「チャンプのみち」はバトルチャレンジ会場で先行配信された。

### ミニゲーム
前述したWを利用することで、2種類のミニゲームをプレイすることができる。
ミニゲームで入手したアイテム・ポケモンはそれぞれ最大3つまで持つことができる。アイテムやポケモンの種類はお出かけしているコースによって違い、ポケウォーカーでしか入手できないものも存在する。
手持ちがいっぱいになっている状態で4つ目を手に入れたときには、すでに持っているアイテムやポケモンと交換するか入れ替えをやめることができる。
ダウジング
3Wを使って6つの草むらの中からアイテムを探すミニゲーム。
チャンスは2回。1回目で見つからなかった場合はヒントがあり、「とおくにはんのう!」か「ちかくにはんのう!」と表示されて最初に見た草むらからおおよそどの位置にアイテムがあるかを教えてくれる。
なお、アイテムはWと同様にポケモンが拾ってくる場合もある。
ポケトレ
10Wを使ってポケモンを見つけ、捕まえるミニゲーム。手持ちにポケモンがいないと遊ぶことはできない。
4つの草むらに隠れているポケモンを探して「!」の吹き出しが表示される草むらを選んでいく。吹き出し内の「!」が多いほど珍しいポケモンに出会いやすいが、吹き出しのない草むらを選んだり時間が進むと逃げて失敗になってしまうので注意が必要。
ポケモンを見つけると戦闘が始まり、レベルや能力値に関係なくお互いのHPは4個からである。コマンドは「こうげき」「かわす」「つかまえる」の3種類。
「こうげき」は相手に1つダメージを与え、相手が「にげる」を行っていた場合には急所に当たり2つダメージを与えることができる（この際、相手は逃げることができず「こうげき」に切り替わる）が、相手に回避されることがあったり、相手から必ず1つダメージを受けてしまう。
「かわす」は相手の攻撃を回避してダメージを1つ与えることができるが、相手も「かわす」を選択しているとお互いにらみ合って仕切りなおしになったり、「にげる」が成功して相手が逃げてしまうことがある。
「つかまえる」を選ぶとモンスターボールを投げて相手を捕まえる。捕まえやすさはHPが少なくなるほど確率が上がるが、捕まえられなかったり相手のHPを0にすると逃げられて失敗してしまう。また、自分のHPがなくなった場合は失敗になってWが減る。

### 相互通信機能
ポケウォーカー相互での通信機能もあり、通信するとポケモンが遊びに来てお互いにアイテムを入手することができる。入手できるアイテムは歩数によっても異なるが、お出かけしているコースで入手困難な種類が手に入りやすい。
また、期間限定で全店のポケモンセンターにある「ポケウォーカースポット」で通信することによって10種類以上の中からランダムで1種類アイテムを入手できる。
通信で入手したアイテムはダウジングのアイテムとは別に最大10個まで持つことができ、ポケウォーカースポットで入手したアイテムは別で1個まで持つことができる。すでにアイテムを10個持っている場合はアイテムを入手できなくなって、アイテムの代わりにランダムで量が決まるWを入手できる。ただし、同じ相手やポケウォーカースポットの通信ができるのは1日1回まで。
相手との通信をすると絵日記に反映されるほか、通信相手がトキワシティにある「トレーナーハウス」のトレーナーとして登場するようになって最大10人まで登録できる。10人に達した場合、以降は一番古いトレーナーと入れ替えて登録される。また、すでに登録されている相手と再び通信した場合はデータを更新するだけで人数は増えない。トレーナーデータのしくみは最後に通信したときに手持ちにいるポケモンとゲーム中に設定した台詞とトレーナーの姿を登録され、相手と通信することでトレーナーデータが送られたり受け取る仕組みである。

### ポケウォーカーのコース
2010年2月現在では、通常コースとして「さわやかのはら」（初）「ざわざわもり」（始）「ごつごつみち」（50w）「きれいなうみべ」（200w）「じゅうたくち」（500w）「くらいどうくつ」（1000w）「あおいみずうみ」（2000w）「まちのはずれ」（3000w）
、殿堂入り後に「ホウエンのはら」（5000w）「あったかビーチ」（7500w）「かざんのこみち」（10000w）「ツリーハウス」（15000w）「こわいどうくつ」（20000w）「シンオウのはら」（25000w）「さむいやまみち」（30000w）「おおきなもり」（40000w）「しろいみずうみ」（50000w）「あれたうみべ」（65000w）「リゾートち」（80000w）「しずかどうくつ」（100000w）、特別なコースは「うみのむこう」（GTSにて海外版のポケモン入手後）「よぞらのはて」（ポケットモンスター ダイヤモンド・パール・プラチナに配信されたジラーチを連れて来る）「きいろのもり」（ニンテンドーWi-Fiコネクションにて配信）「イベント」（ポケモンセンターにて配信）「おかいもの」（ポケモンセンターにて配信）「チャンプのみち」（バトルチャレンジ会場での先行配信後、ニンテンドーWi-Fiコネクションにて配信）

## 世界観
本作ではジョウト地方、カントー地方が舞台となる。

### カントー地方
本作では第一世代にあったほとんどの施設・ダンジョンに入れるようになり、ポケモンの「連れ歩き」が可能である。

#### 都市・町
トキワシティ
『ハートゴールド・ソウルシルバー』では、カントーのバッジを7個集めないと戦うことはできない。また、ジムトレーナーや仕掛けも復活している。
トキワジム
『ハートゴールド・ソウルシルバー』では未来的なデザインになっている。
トレーナーハウス
『ハートゴールド・ソウルシルバー』ではバトルフロンティアと同じバトルポイントを1BPもらえる。
『ハートゴールド・ソウルシルバー』では『金・銀・クリスタル』と同じポケモンを持ったNPC(平仮名の「ひかる」となっている)が対戦相手で登場し、『ポケウォーカー』で通信した場合はその相手が登場するようになる。
『金・銀・クリスタル』と同様にトレーナーの名前・手持ちポケモンの順番・レベル・技は全て通信相手と同じになり、通信した相手が登場するのは最大10人まで登録できるようになるが、10人に達した場合は以降、一番古いトレーナーと入れ替えて登録するようになる。なお、ひかるは消えることはない。

ニビシティ
ニビジム
『ハートゴールド・ソウルシルバー』では、両サイドに観客席のようなものが設置されている。
ニビ科学博物館（ニビかがくはくぶつかん）
『ハートゴールド・ソウルシルバー』では開館されており、貴重な展示物を他の博物館へ貸出しているため無料で入館できる。化石を持っていけば復元してもらうことができる。また、配信アイテム「なぞのすいしょう」を所持しているとラティアスまたはラティオスと出会えるイベントが発生する。
ハナダシティ
ハナダジム
『ハートゴールド・ソウルシルバー』ではマップが広くなっている。
ミラクル・サイクル
『ハートゴールド・ソウルシルバー』では営業しているが、前作の主人公のおかげで自転車の売り上げが上がって売り切れ状態になっている。コガネシティのミラクル・サイクルは支店という設定で、こちらは「ハナダ本店」を名乗っている。
名無しの洞窟（ななしのどうくつ）
『赤・緑・青・ピカチュウ』における「名無しの洞窟」。『ハートゴールド・ソウルシルバー』では復活しており、カントー地方のバッジを8個集めると入れるようになる（但し、出現する野生のポケモンのレベルは『赤・緑』系よりも遥かに弱体化している。また、マップは共通になりバージョンによる違いはない）。

クチバシティ
『ハートゴールド・ソウルシルバー』では、あるポケモンに関連したイベントが発生する。
クチバジム
『金・銀・クリスタル』では仕掛けが故障中であったが、『ハートゴールド・ソウルシルバー』では修理され復活している。

タマムシシティ
タマムシジム
『ハートゴールド・ソウルシルバー』ではガーデンアーチや園芸用スプリンクラーが設置されており、迷路になっている。このジムに入るにはどの世代もある秘伝技が必須であり、ジムトレーナーは全員女性である。
タマムシデパート
『ハートゴールド・ソウルシルバー』では屋上はなくなっている。
タマムシマンション
裏口があるが、『ハートゴールド・ソウルシルバー』では、2つのエレベータにより行き来できる階が分かれている。
タマムシレストラン
『ハートゴールド・ソウルシルバー』では、開催された大食い大会に他地方からのゲストキャラクターが参加している。

セキチクシティ
サファリゾーン
『ハートゴールド・ソウルシルバー』では、初代園長のバオバがサファリゾーンを閉園して引退し（現代にも対応できる新時代の動物園研究のために海外へ旅立ったと理由付けがされた。後にジョウト地方タンバシティの西で新サファリゾーンを新設）、バオバの息子が2代目園長として受け継ぎ、パルパークとしてリニューアルされた。
パルパーク
『ハートゴールド・ソウルシルバー』のみ登場。
閉園後の旧サファリゾーンをリニューアルした施設。カントー地方とジョウト地方には生息しないポケモンがいる。『ダイヤモンド・パール・プラチナ』と同様、ダブルスロット機能を使ってゲームボーイアドバンス版の『ルビー・サファイア・エメラルド』『ファイアレッド・リーフグリーン』で捕まえたポケモン6匹を連れてくる（一度連れてきたポケモンは元に戻せない）と利用できる（ゲームボーイアドバンススロットがないニンテンドーDSiは利用できない）。利用するとパークボールが6個支給され、必ず捕まえることができるので全部捕まえると終了となる。捕まえたポケモンやかかった時間に応じて得点が評価され、得点が高いと良い景品がもらえる。捕まえたポケモンはボックスに送るか、もう一度やり直すことで捕まえ直せる。
『ダイヤモンド・パール・プラチナ』とは異なり、「1日で1つのバージョンにつき6匹までしか送れない」という制限はないので、ボックスに送った後にもう一度パルパークに連れて行けばすぐに始めることができる。また、ニンテンドーDSシリーズの本体を入れ替えると24時間以上使用できなくなるという制約も廃止された。
園長の家（えんちょうのいえ）
『ハートゴールド・ソウルシルバー』ではパルパーク園長の家になっている。

ヤマブキシティ
ヤマブキジム
『ハートゴールド・ソウルシルバー』では近未来的なデザインになっている。
シルフカンパニー
『ハートゴールド・ソウルシルバー』では先頭にロトムを連れて行くとエレベーターで地下1階の電化製品の倉庫へ進むことができ、『プラチナ』と同様のシステムでロトムをフォルムチェンジさせることができる。
『金・銀・クリスタル』同様、アップグレードももらえるが、ロトムがいるとエレベーターの前の警備員がいなくなる関係上もらえない。
格闘道場（かくとうどうじょう）
『ハートゴールド・ソウルシルバー』では弟子たちが施設を有効利用するべくジムリーダーに貸し出しており、殿堂入りとジムリーダーのポケギア登録を満たすことで今まで戦ったジムリーダー達と曜日や時間帯ごとに何度でも戦うことがようになった。
エスパー親父の家（エスパーおやじのいえ）
『ハートゴールド・ソウルシルバー』では、看板に「おやじだなんていわないで エスパーおじさんのいえ」と書いてある。
物真似娘の家（ものまねむすめのいえ）
『ハートゴールド・ソウルシルバー』では「リニアパス」とアイテム名が変更された。
ヤマブキステーション
『ハートゴールド・ソウルシルバー』ではホームが地下に変更されている。

グレンタウン
グレンジム
『ハートゴールド・ソウルシルバー』では双子島1階及び地下のダンジョンが復活しており、突貫工事で無理矢理2階にジムを作った。ジムトレーナーも数名いて、床が炎の模様になっている。なお、2階のマップは1階よりも広い。

#### 道路・水道
2番道路（2ばんどうろ）
『ハートゴールド・ソウルシルバー』ではトキワの森は存在する。
3番道路（3ばんどうろ）
『ハートゴールド・ソウルシルバー』ではデオキシスをフォルムチェンジするための4つの隕石があり、先頭にデオキシスを連れて隕石を調べるとフォルムチェンジができる。
14番道路（14ばんどうろ）
『ハートゴールド・ソウルシルバー』ではあるポケモンのイベントが発生する。
23番道路（23ばんどうろ）
『ハートゴールド・ソウルシルバー』では残った北側もセキエイ高原の一部として扱われ、23番道路は欠番となった。
25番道路（25ばんどうろ）
『ハートゴールド・ソウルシルバー』ではあるポケモンのイベントが発生する。

#### 自然・その他
トキワの森（トキワのもり）
『ハートゴールド・ソウルシルバー』ではダンジョンとして復活している。
ディグダの穴（ディグダのあな）
『ハートゴールド・ソウルシルバー』では秘伝技「ロッククライム」を駆使して行けるルートが追加されている。
カントー発電所（かんとーはつでんしょ）
『ハートゴールド・ソウルシルバー』では一定の条件を満たすと建物の脇にサンダーが居つくようになる。
双子島（ふたごじま）
『ハートゴールド・ソウルシルバー』ではマップがジョウト地方・氷の抜け道に似た物に変更された上で地下部分が復活しており、水道間の移動には洞窟を経由する必要がある。奥まで進むと伝説のポケモン・フリーザーがいる。ジムは東側（グレン側）の入り口の2階にある。
グレンジム
『ハートゴールド・ソウルシルバー』では双子島東口の2階にあり、トレーナーがいる。仮設ジムの階層は屋内扱いのため、自転車には乗れない（自転車で梯子を登ると強制的に自転車を降りる）。

チャンピオンロード
『ハートゴールド・ソウルシルバー』ではマップは大幅に変更されており、ファイヤーの出現場所はここではなく、ジョウト地方シロガネ山の洞窟内に変更されている。
セキエイ高原（セキエイこうげん）
『ハートゴールド・ソウルシルバー』のポケギアのマップではシロガネ山入り口の東側にあるが、公式絵ではシロガネ山の中心あたりに設置されている。
ワタルの部屋
『ハートゴールド・ソウルシルバー』では金の王宮のような部屋になった。
イツキの部屋
『ハートゴールド・ソウルシルバー』ではブロックが浮遊している摩訶不思議な空間に包まれる部屋に変わった。
キョウの部屋
『ハートゴールド・ソウルシルバー』では枝葉の陰が周囲を包み、深くて薄暗い森を彷彿とさせる、忍びに徹した雰囲気の内装に変わっている。
カリンの部屋
『ハートゴールド・ソウルシルバー』ではキラキラとした床や水晶がおかれた部屋になっている。

トージョウの滝（トージョウのたき）
『ハートゴールド・ソウルシルバー』では滝の真裏に洞穴を利用した小部屋が隠されており、その中に入っても鳴らないラジオと砕ける岩がある。通常のプレイでは明かされないが、ここはロケット団の元ボス・サカキがロケット団解散宣言後に修行に使っていた場所で、映画『幻影の覇者 ゾロアーク』で配信されたセレビィを使ったイベントで彼との対戦がここでできる。イベント後にそのラジオを調べると、「サカキが残したものだろう」というセリフが追加されている。

### ジョウト地方
『ハートゴールド・ソウルシルバー』では、47、48版道路やホウエン地方やシンオウ地方の伝説にまつわるダンジョンが追加されたほか、既存施設も細かな変更点がある。以下、追加点・変更点のみ述べる。

#### 都市・町
ワカバタウン
『ハートゴールド・ソウルシルバー』では町中に風向計が設置されている。
ウツギポケモン研究所（ウツギポケモンけんきゅうじょ）
『ハートゴールド・ソウルシルバー』では「つれあるき」を研究している。
ヨシノシティ
案内好きのおじいさんは『ハートゴールド・ソウルシルバー』でも同じく案内をしてくれるが、最初にもらうお礼が最新型のランニングシューズになっており、その後30番道路に進もうとする際に、再び現れたおじいさんから改めてタウンマップカードをもらえる。
キキョウシティ
『ハートゴールド・ソウルシルバー』では町中に石畳が敷かれ、ポケモンセンターとフレンドリィショップの屋根が暗めの色調である。
キキョウジム
『ハートゴールド・ソウルシルバー』ではリフトで高所に上り、設置された足場を渡ってジムリーダーの所へ向かう。外周を回るように透明の床も設置されており、トレーナーと戦わずに行くことができるようになっている。
ヒワダタウン
ヒワダジム
『ハートゴールド・ソウルシルバー』ではイトマル型の機械に乗り、あみだくじの要領でロープの上を渡っていく仕掛けになっている。
コガネジム
『ハートゴールド・ソウルシルバー』では3Dポリゴンの表現で立体迷路になっている。
ラジオ塔（ラジオとう）
『ハートゴールド・ソウルシルバー』では6階建てになっており、最上階は展望台になっている。
コガネ駅（コガネえき）
『ハートゴールド・ソウルシルバー』では、ものまねむすめから「リニアパス」をもらうと利用できるようになる。
エンジュシティ
『ハートゴールド・ソウルシルバー』ではキキョウシティと同じく、景観保護のためポケモンセンターやフレンドリィショップの屋根が暗めになっている。
エンジュジム
『クリスタル』と同様、焼けた塔でのイベントをクリアするまで入れない（おじいさんに追い出される）。
『ハートゴールド・ソウルシルバー』では早く進まないと灯りが消えていき、道を踏み外すとやはり入口に戻される仕掛けとなっている。
スズの塔（スズのとう）
『ハートゴールド・ソウルシルバー』では10階建てになっている。また『クリスタル』同様、更にイベントが追加されている。なお、スズの塔に至る道は『金・銀・クリスタル』ではエンジュシティの一部だったが、『ハートゴールド・ソウルシルバー』では「スズねの小道」という名称で独立し、また一年中紅葉が広がっている。
焼けた塔（やけたとう）
『ハートゴールド・ソウルシルバー』では2階以上が消失したようにグラフィックが変更され、避けては通れないイベントも発生する。なお、後者2作品では1階の穴がなくなり、地下1階の姿を見ることができるようになった。
アサギシティ
町の西方には『ハートゴールド・ソウルシルバー』ではバトルフロンティアが登場する。うずまき島にまつわる伝承があり、「いい子にしないとうずまき島にとじこめるぞ」と言って子供をしつける。
アサギジム
『ハートゴールド・ソウルシルバー』ではトレーナーが3人いるものの、アカリちゃんを助けることで戦わずに済むようになる。
アサギの灯台（アサギのとうだい）
『ハートゴールド・ソウルシルバー』では建物全体の改修が施され、『金・銀・クリスタル』にあった落とし穴は無くなった。また、最上階直行のエレベーターと3階の屋外展望が追加された。
タンバシティ
『ハートゴールド・ソウルシルバー』では『クリスタル』同様、スイクンのイベントが起こる。町の北部には岩が散らばっていて、砕くと道具や野生のポケモンが出現する。
タンバジム
『ハートゴールド・ソウルシルバー』ではシジマが滝を受けながらの修行に集中しており、どこかにあるスイッチを切って水の流れを止めないと戦うことができない。
チョウジタウン
『ハートゴールド・ソウルシルバー』では町の北部に火の見櫓が建てられている。
チョウジジム
『ハートゴールド・ソウルシルバー』では凍った床に加え、大きな氷のブロックを滑らせて壁として利用しないと先へ進めない仕掛けになっている。
フスベシティ
『ハートゴールド・ソウルシルバー』ではさらにポケモンの技に関わる人物が追加されている。『ハートゴールド・ソウルシルバー』では民家が茅葺屋根風で、町の南を渓谷が流れる。
フスベジム
『ハートゴールド・ソウルシルバー』では動く足場を利用して進んで行く仕掛けになっており、向きや動きを考えないと進むことができない。
竜の穴（りゅうのあな）
『ハートゴールド・ソウルシルバー』では『クリスタル』同様、ドラゴンポケモン使い（「エリートトレーナー」と「ふたごちゃん」）とのバトルや、長老からの珍しい技を覚えたポケモンのプレゼントなど、イベントが追加されている。
わすれおやじの家（わすれオヤジのいえ）
『ハートゴールド・ソウルシルバー』では「ポケモンわざのいえ」となっており、オヤジに加えて、以前覚えた技を覚え直させてくれる「技教えマニア」や、ドラゴンタイプの最強技を教えてくれるおばあさん、最初にもらえるポケモンの最強技を教えてくれるおじいさんがいる。
サファリゾーンゲート
『ハートゴールド・ソウルシルバー』にのみ登場。48番道路の北にある町。バオバが開園したジョウト地方のサファリゾーンの入り口である。ゲートの周辺は様々な露店で賑わっている。
フロンティアフロント
『ハートゴールド・ソウルシルバー』にのみ登場。40番水道からつながるバトルフロンティアの入り口にある町。ポケモンセンターとフレンドリィショップとわざおしえーズの3つの施設がある。わざおしえーズは、バトルフロンティアで入手したバトルポイントと引き換えに、「へんか」と「パワー」と「テクニカル」の中からそれに合わせた技を1つ教えてくれる（教えられる技はポケモンによって異なる）。

#### 道路・水道
33番道路（33ばんどうろ）
『ハートゴールド・ソウルシルバー』では常に雨が降っている。
40番水道（40ばんすいどう）
『ハートゴールド・ソウルシルバー』ではバトルフロンティアへ行くための入り口があるが、殿堂入りしないと入ることができない。
45番道路（45ばんどうろ）
『ハートゴールド・ソウルシルバー』では渓谷に沿うグラフィックになっている。
47番道路（47ばんどうろ）
タンバシティからサファリゾーンゲート方面へ向かう『ハートゴールド・ソウルシルバー』で新たに追加された道路。タンバシティ方面にはがけっぷちゲートがあり、途中にはだんがいの洞窟とうずもれの塔がある。
48番道路（48ばんどうろ）
47番道路に続き、サファリゾーンゲート方面へ向かう『ハートゴールド・ソウルシルバー』で新たに追加された道路。

#### 自然・その他
アルフの遺跡（アルフのいせき）
『ハートゴールド・ソウルシルバー』では『クリスタル』同様、イベントが追加されている。
ウバメの森（ウバメのもり）
『ハートゴールド・ソウルシルバー』では複数のトレーナーがいる。
『ハートゴールド・ソウルシルバー』では2009年の映画の前売り券で配布された色違いピチューを先頭に連れて行くと、映画に登場したギザみみピチューを入手できるイベントが発生する。更に2010年の映画の際に映画館で配布されたセレビィを先頭に連れていくと、行方不明となっているロケット団のボス・サカキに関するイベントが発生する。
自然公園（しぜんこうえん）
『ハートゴールド・ソウルシルバー』の全国図鑑入手後には、虫取り大会の際にジョウト地方とカントー地方に生息しないポケモンが出現するようになるが、虫取り大会なので1回に1匹しか入手できない。
いかりの湖（いかりのみずうみ）
『ハートゴールド・ソウルシルバー』では水曜日以外は雨が降り、湖に隣接する森が一部水没する。
ポケスロンドーム
『ハートゴールド・ソウルシルバー』にのみ登場。ポケモンのスポーツの祭典「ポケスロン」のために、自然公園の西に併設された施設。ドームの隣には練習場やポンドリンクを販売する店がある。「そらをとぶ」を使用できる。
バトルフロンティア
『ハートゴールド・ソウルシルバー』にのみ登場。『クリスタル』のバトルタワーと同じ場所にあり、殿堂入り後に入れるようになる。施設や登場するキャラクターは『プラチナ』と全く同じであるが、景品交換できる技マシンが一部変更されている。
氷の抜け道（こおりのぬけみち）
『ハートゴールド・ソウルシルバー』では壁などのグラフィックが『クリスタル』と同様、他の洞窟と同じ岩から氷に描き換えられている。
シロガネ山（シロガネやま）
『ハートゴールド・ソウルシルバー』の公式イラストでは山の中腹にセキエイ高原が位置する。
がけっぷちゲート
『ハートゴールド・ソウルシルバー』にのみ登場。サファリゾーンを行くために、タンバシティの西側の洞窟を掘り出してつくられたゲート。入り口では関西弁の女性がサファリゾーンの宣伝を行っている。ゲートの南東にはポケモンが出現する湖があるが、湖へ行くには秘伝技「ロッククライム」が必要。
だんがいの洞窟（だんがいのどうくつ）
『ハートゴールド・ソウルシルバー』にのみ登場。47番道路の途中にある。2本の梯子があり、上りの梯子へいくとサファリゾーンゲートに向かう48番道路方面へ、下りの梯子へいくとうずもれの塔に向かうルートへ進むことができる。ジョウト地方で最も小さいダンジョンである。
サファリゾーン
『ハートゴールド・ソウルシルバー』にのみ登場。これまでのシリーズと同様、入場料を払うことでサファリボールが30個支給され、ボールを全て使い切ると終了であるが、時間制限（＝一定歩数歩くと終了させられる）はないのでじっくりポケモン探しができる。試験に合格すると、用意されたエリアのパーツを自由に配置できるようになり、配置の違いによって出現するポケモンが変化するようになる。初めはジョウト地方とカントー地方に生息するポケモンしか出現しないが、全国図鑑入手後はブロックを自由に配置することでホウエン地方とシンオウ地方に生息する一部のポケモンも出現するようになる。
うずもれの塔（うずもれのとう）
『ハートゴールド・ソウルシルバー』にのみ登場。ホウエン地方の神話に登場する伝説のポケモンが眠っており、あるアイテムがあれば出現する。『ハートゴールド』ではカイオーガ、『ソウルシルバー』ではグラードンが出現し、出現しないもう一方のバージョンのポケモン（ダブルスロット機能で連れてきたポケモンは不可）を連れていくと、レックウザが出現する。
シント遺跡（シントいせき）
『ハートゴールド・ソウルシルバー』にのみ登場。フスベシティのはるか北方の豪雪地帯に位置する。大昔にシンオウからジョウトに移り住み、ジョウトの人々と交流したシンオウの人々が故郷を思って建てた遺跡。ジョウトのアルフの遺跡とシンオウの槍の柱の両方の伝説を受け継いでいる。内部にはアルセウスを祀るとされる「三つ舞台（みつぶたい）」があり（シロナ曰く、アルセウスを祀るために造られた神聖なステージ）、アルセウスの偉大な力と音楽と踊りで表現したと言われ、アルセウスが三つ舞台に上がる事で時間、空間、反物質が交わり、世界が生まれるとされている。アルセウスを表す円形の文様が中央の地面に描かれ、三方向にディアルガ、パルキア、ギラティナを表す文様が描かれている。
2009年の映画の際に映画館で配布されたアルセウスを先頭に連れてアルフの遺跡に向かうとイベントが起こり、この遺跡にワープしてくることとなる。シロナの導きで上記の通りにアルセウスの力でシンオウ地方の伝説のポケモンが誕生し、レベル1のディアルガ、パルキア、ギラティナのどれか1匹を入手する事ができる。いずれの3匹には専用アイテムがあり、『プラチナ』のみだったギラティナ専用アイテムの「はっきんだま」はこの方法でしか入手できない。

## CD
- ニンテンドーDS ポケモン ハートゴールド&ソウルシルバー ミュージック・スーパーコンプリート - メディアファクトリー（2009年10月28日発売）
収録曲は1曲のみ『ダイヤモンド・パール』の音源である（DISC2収録の「アルセウス」が該当する。）以外は全て本作の音源であり、『金・銀』（一部『クリスタル』も含む）のBGMはゲーム内に登場する「GBプレイヤー」の音源である。

## 備考
特定の状況で本体をスリープ状態にするとセーブデータが読み込めなくなるという致命的なバグが報告されているが、これについて公式発表はされていない。また、同じく特定の状況で電源を切って再開するとセーブデータが読み込めなくなるというバグも報告されているが、こちらも公式発表はされていない。